# 长颈梨螺
长颈梨螺（学名：Pyrunculus lagenula）为囊螺科梨螺属的动物。在中国大陆，分布于近海等地。